# Ossigeno per l'informazione

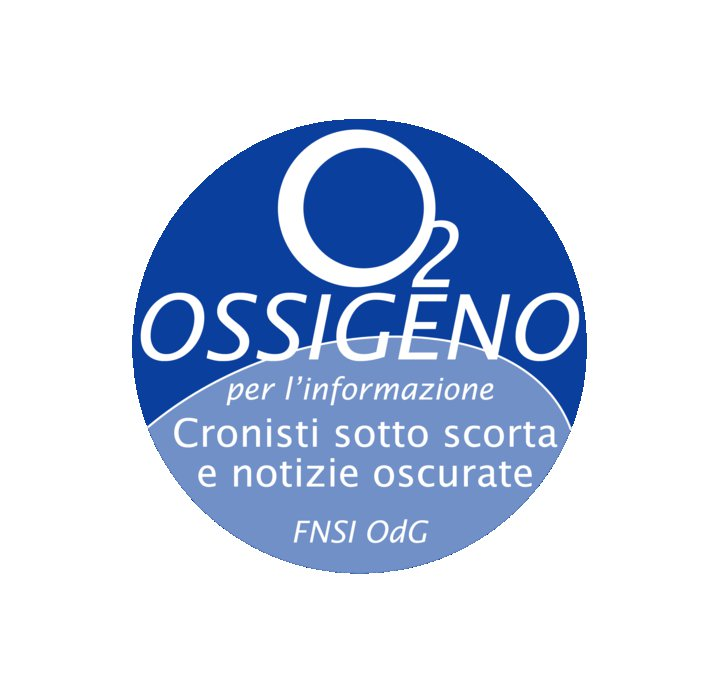
Il logo di Ossigeno

Ossigeno per l'informazione è un osservatorio promosso congiuntamente dalla Federazione Nazionale Stampa Italiana (FNSI) e dall'Ordine dei Giornalisti (OdG). Ha lo scopo di monitorare minacce e gravi abusi a danno di giornalisti italiani compiuti per oscurare notizie di interesse generale per l'opinione pubblica.

## Attività
Il compito primario di Ossigeno per l'informazione consiste nel documentare - anche dal punto di vista quantitativo - l'estensione e la natura delle intimidazioni e degli abusi che limitano la libertà di stampa in Italia, in particolare nelle regioni del Mezzogiorno, e di fronte a notizie in cui è coinvolta la criminalità organizzata. Inoltre l'osservatorio promuove la solidarietà nei confronti dei cronisti minacciati, diffonde la conoscenza del diritto dei cittadini di essere informati, descrive gli effetti della limitazione dell'informazione giornalistica sulla dialettica democratica.
Dal 2009 l'osservatorio pubblica un Rapporto annuale realizzato interamente con prestazioni volontarie non retribuite. I Rapporti analizzano l'evoluzione del fenomeno e propongono misure per ridurre i rischi per i cronisti.
Dal 2011 il sito web ossigenoinformazione.it contiene gli elenchi dei minacciati e un contatore delle minacce aggiornato settimanalmente. Secondo i dati riportati da Ossigeno, in Italia, dal 2006 al 29 gennaio 2014, 1.691 giornalisti sono stati intimiditi. 
Nel triennio 2006-2008 si sono verificati 61 episodi (di cui 9 minacce collettive) per un totale di 200 giornalisti coinvolti. Di seguito i dati anno per anno:
- 78 episodi (di cui 28 minacce collettive) per un totale di 400 giornalisti coinvolti nel 2009;
- 95 episodi (di cui 40 minacce collettive) per un totale di 324 giornalisti coinvolti nel 2011;
- 152 episodi (di cui 46 minacce collettive) per un totale di 324 giornalisti coinvolti nel 2012;
- 191 episodi che hanno coinvolto 397 vittime nel 2013.
- 295 episodi che hanno coinvolto 506 vittime nel 2014.
- 300 episodi che hanno coinvolto 528 vittime nel 2015.
- 230 episodi che hanno coinvolto 412 vittime nel 2016.
- 423 vittime nel 2017.

Ossigeno aggiorna il sito web con cadenza quotidiana e diffonde gratuitamente due bollettini, uno in italiano, «Ultime Notizie», e un in inglese, «Bad News», in cui si segnalano, si analizzano e si documentano i singoli casi emergenti.
Il problema dei giornalisti minacciati in Italia per il loro lavoro è stato oggetto di attenzione da parte di varie istituzioni internazionali (fra cui il Consiglio d'Europa e l'OSCE) e da parte di vari osservatori indipendenti situati all'estero: Freedom House, Reporter senza frontiere, Comitato per la protezione dei giornalisti (CPJ), International Press Institute (IPI) e Article 19.

Nel 2009 Freedom House, sommando gli effetti di questo fenomeno a quelli del conflitto di interessi fra politica ed editoria e della concentrazione della proprietà radiotelevisiva, ha escluso l'Italia dal novero dei paesi in cui l'informazione è “libera” e l'ha inserita nella lista dei paesi in cui l'informazione è “parzialmente libera”.
- Direttore del progetto: Alberto Spampinato.
- Primo osservatore: Lirio Abbate.

## Il nome
Ossigeno è un acronimo (Osservatorio sull'Informazione Giornalistica e sulle Notizie Oscurate). Il suo nome rimanda a una metafora elementare: come l'ossigeno è indispensabile per l'esistenza di ogni essere umano, così l'informazione libera e pluralistica è indispensabile per la vita di ogni società democratica.

## Fondazione e sviluppi
LE TAPPE - Ossigeno per l'informazione fu istituito formalmente nel 2008 dall'Ordine nazionale dei Giornalisti e dalla FNSI in base al progetto illustrato nel 2007 al Congresso della FNSI di Castellaneta Marina. La prima iniziativa pubblica dell'osservatorio risale all'11 luglio 2008, al convegno “Mafia, intercettazioni, cronisti sotto scorta”, tenuto a Palermo. Dal 2008 l'osservatorio ha partecipato a centinaia di incontri pubblici in tutta Italia.
I RAPPORTI ANNUALI - Il primo Rapporto di Ossigeno fu pubblicato nel 2009 da “Problemi dell'informazione”, trimestrale del Mulino e piattaforma cartacea di Ossigeno. Fu  consegnato al Presidente della Repubblica Giorgio Napolitano il 20 luglio 2009. Il secondo Rapporto è stato presentato a Napoli al Premio Siani il 23 settembre 2010 ed è stato diffuso in quattro lingue: inglese, spagnolo, tedesco e cinese. Il Rapporto 2011/2012, è pubblicato nella primavera del 2012. I Rapporti sono disponibili online.
Le traduzioni sono state presentate nel corso di convegni pubblici a cui hanno partecipato giornalisti di vari paesi. Sono state realizzate a titolo gratuito sulla base di convenzioni stipulate con l'Università di Bologna, con il Goethe Institut e con l'Istituto Cervantes di Roma.
L'attività di documentazione e di denuncia dell'osservatorio ha suscitato l'interesse di diversi organismi quali l'International Press Institute di Vienna, il Comitato Freedom on the Media dell'OSCE (Organizzazione per la Sicurezza e Cooperazione in Europa) e di rappresentanti dell'Open Society Foundation di New York.